# Donne viennesi
Donne viennesi (Merry-Go-Round) è un film statunitense del 1923 diretto da Erich von Stroheim che, dopo cinque settimane dall'inizio delle riprese, venne sostituito dal produttore Irving Thalberg con Rupert Julian che, nei crediti, apparve come il solo regista.

## Trama
Il conte von Hohenegg, militare e dignitario alla corte dell’imperatore asburgico Francesco Giuseppe innanzi lo scoppio della prima guerra mondiale, è promesso sposo della contessa Gisella, ma è un donnaiolo e non è veramente interessato a sposarla. Una sera declina l’invito di Gisella a casa di lei, facendole credere di essere in servizio, mentre in realtà si reca, con amici ed amiche, al parco dei divertimenti del Prater di Vienna, dove incontra Agnes, impegnata come suonatrice di organetto alle dipendenze del burbero Huber, per il quale lavora anche il padre di lei, Sylvester. Von Hohenegg, che si spaccia per un commerciante, cerca di sedurre Agnes, che rimane affascinata dal conte, pur avendo una amicizia particolare col giovane gobbo Bartholomew, guardiano di uno scimpanzé per un’altra attrazione del Prater, concorrente di Huber.
Huber tenta a più riprese di aggredire Agnes, a difendere la quale interviene il padre, che lo ferisce con una coltellata e per questo viene imprigionato. Per intercessione di von Hohenegg il padre di Agnes viene scarcerato. Bartholomew si imbatte casualmente in un foglio volante, corredato di fotografie, che riportava, fra i pettegolezzi di corte, le imminenti nozze di von Hohenegg con la contessa Gisella. La somiglianza del nobile ritratto sul foglio col benefattore del padre e frequentatore della figlia viene fatta passare per pura casualità, attenuando il pregiudizio anti nobiliare di Sylvester. 
Il conte sente sempre crescente sincera attrazione per Agnes e vorrebbe troncare il fidanzamento con Gisella ma, in considerazione del discredito nel quale cadrebbe a corte e dato che il matrimonio è caldeggiato dallo stesso imperatore, finisce col sposarla, non presentandosi più da Agnes.
Intanto Sylvester si è messo a lavorare come clown per i concorrenti di Huber. Questo un giorno tenta di ucciderlo, non riuscendovi. Sylvester viene quindi ricoverato in ospedale a seguito delle ferite riportate. Più avanti sarà Huber a trovare la morte, in una sorta di inaspettata vendetta.
Il conte cerca a più riprese di farsi perdonare da Agnes, che dice di amare, e dal padre di lei. Padre e figlia apprendono in una circostanza fortuita che von Hohenegg è sposato, ed è un nobile. Agnes è affranta, e Sylvester accusa von Hohenegg di essere un mentitore.
Allo scoppio della guerra, il conte parte per il fronte, ove incontra Sylvester che, anche in punto di morte, lo maledice. 
Agnes ama ancora Von Hohenegg, ma visto che viene data la notizia che il conte sia deceduto, la giovane decide di sposare Bartholomew.
Ma il conte non è morto, e, due giorni prima delle nozze fra Agnes e Bartholomew, si presenta ancora al Prater, presso l’organetto di Agnes. Gisella, nel frattempo, è morta. Ma Agnes rifiuta di sposare von Hohenegg (che le dice di non essere più nobile, adesso, dopo la guerra), volendo mantenere la promessa di matrimonio che aveva fatto a Bartholomew.
Agnes e von Hohenegg si incontrano ancora una volta e lei gli annuncia che “per un amore più grande di quello fra noi due”, possono ora sposarsi.

## Distribuzione
Il copyright del film, richiesto dall'Universal Pictures, fu registrato il 16 giugno 1923 con il numero LP19121.
Distribuito dall'Universal Pictures e presentato da Carl Laemmle, il film uscì nelle sale cinematografiche degli Stati Uniti il 3 settembre dopo essere stato presentato in prima a New York il 1º luglio 1923.
Copia della pellicola viene conservata nella Raymond Rohauer collection del Cohen Media Group.